# جیووانی گرازیانو
جیووانی گرازیانو (انگلیسی: Giovanni Graziano؛ زادهٔ ۷ مارس ۱۹۹۵) بازیکن فوتبال اهل ایتالیا است.
از باشگاه‌هایی که در آن بازی کرده‌است می‌توان به باشگاه فوتبال تورینو اشاره کرد.